# HFC Haarlem in het seizoen 1956/57
Het seizoen 1956/1957 was het derde jaar in het bestaan van de Haarlemse betaaldvoetbalclub Haarlem. De club kwam uit in de Eerste divisie A en eindigde daarin op de achtste plaats. Tevens deed de club mee aan het toernooi om de KNVB beker, hierin werd in de tweede ronde verloren van Alkmaar '54 (0–1).

## Wedstrijdstatistieken

### Eerste divisie A
|       | ADO   | Alkmaar '54 | DWS   | Emma  | De Graafschap | Helmondia '55 | HVC   | KFC   | Limburgia | Roda Sport | SVV   | De Volewijckers | VSV   | Wageningen | Xerxes |
| ----- | ----- | ----------- | ----- | ----- | ------------- | ------------- | ----- | ----- | --------- | ---------- | ----- | --------------- | ----- | ---------- | ------ |
| Thuis | 1 – 5 | 1 – 1       | 3 – 0 | 3 – 1 | 1 – 0         | 1 – 2         | 1 – 4 | 1 – 1 | 3 – 3     | 5 – 1      | 2 – 2 | 1 – 4           | 0 – 0 | 4 – 0      | 0 – 1  |
| Uit   | 2 – 2 | 3 – 2       | 2 – 2 | 0 – 3 | 3 – 2         | 2 – 2         | 1 – 1 | 1 – 3 | 1 – 1     | 1 – 0      | 0 – 0 | 2 – 2           | 0 – 1 | 4 – 3      | 0 – 3  |

### KNVB beker
| 1e ronde                                        | Haarlem                 | 2 – 1 (2 – 0) | RCH                |
| 19 augustus 1956 Plaats: Haarlem Jan Gijzenkade | André Kamperveen –', –' |               | Lodewijk van Braam |
| 2e ronde                                        | Haarlem                 | 0 – 1 (0 – 1) | Alkmaar '54        |
| 14 oktober 1956 Plaats: Haarlem Jan Gijzenkade  |                         |               | 30' Klaas Smit     |

## Statistieken Haarlem 1956/1957

### Eindstand Haarlem in de Nederlandse Eerste divisie A 1956 / 1957
| Stand | Gespeeld | Gewonnen | Gelijk | Verloren | Punten | Doelpunten voor | Doelpunten tegen |
| ----- | -------- | -------- | ------ | -------- | ------ | --------------- | ---------------- |
| 8e    | 30       | 9        | 12     | 9        | 30     | 54              | 47               |

### Topscorers
| #                 | Naam                 | Goal |
| ----------------- | -------------------- | ---- |
| 1.                | Piet Groeneveld      | 16   |
| 2.                | Lout Vreeken         | 14   |
| 3.                | Hendrik Flens        | 8    |
| 4.                | Norbert Jacob        | 6    |
| 5.                | Joop Ketting         | 5    |
| 6.                | Jaap Brussee         | 1    |
| 6.                | Frans Doets          | 1    |
| 6.                | Jan Laan             | 1    |
| 6.                | Rudolf van der Voort | 1    |
| Onbekend doelpunt |                      |      |
| –                 | Onbekend             | 1    |
| Totaal            | Totaal               | 54   |

| #      | Naam             | Goal |
| ------ | ---------------- | ---- |
| 1.     | André Kamperveen | 2    |
| Totaal | Totaal           | 2    |